# Tripalmaria dogieli
Tripalmaria dogieli is een trilhaardiertje uit het geslacht Tripalmaria. De soort is vernoemd naar de Russische zoöloog Valentin Dogiel.

## Kenmerken
T. dogieli heeft een lengte van 130–210 μm en een breedte van 54–91 μm. De ratio tussen de lengte en de breedte is 2,1:2,4. De cellen hebben een onregelmatige eivorm en zijn over de lengteas afgeplat. T. dogieli heeft 3 regio's waar de cilia (trilharen) zijn gegroepeerd, deze groepen hebben de vorm van vinnen. Twee van deze groepen cilia bevinden zich aan de achterkant en de derde bevindt zich aan de voorkant van de cel, gesitueerd aan de onderzijde. De mondregio bevindt zich aan de achterkant van de cel en heeft een met cilia bedekte regio die ingetrokken kan worden. T. dogieli heeft een skeletplaat die aan de rechterkant van de cel zit.